# 高等技術専門学院
高等技術専門学院（こうとうぎじゅつせんもんがくいん）は、一部の公共職業能力開発施設が施設名に用いている名称。北海道と兵庫県が設置する職業能力開発校の施設名に使われている。

## 職業訓練施設

### 北海道立
- 北海道立札幌高等技術専門学院
札幌市東区北27条東16丁目。精密機械科 金属加工科 電子工学科 電子印刷科 建築技術科 建築設備科

- 北海道立函館高等技術専門学院
函館市。1946年、北海道庁函館職業補導所として開所。現在の名称は1988年に。 機械技術科 自動車整備科 電子工学科 建築技術科 総合ビジネス科

- 北海道立旭川高等技術専門学院
旭川市。木造建築科, 園芸農業科,

- 北海道立北見高等技術専門学院
北見市にある。

- 北海道立室蘭高等技術専門学院
室蘭市にある。 機械科 溶接科 配管科 塗装科

- 北海道立苫小牧高等技術専門学院
苫小牧市 自動車整備科 金属加工科 電気機器科 エクステリア技術科

- 北海道立帯広高等技術専門学院
帯広市 電気工学科 金属加工科 自動車整備科 建築技術科 造形デザイン科

- 北海道立釧路高等技術専門学院
釧路市。最寄り駅は新大楽毛駅。電気工学科 建築技術科 自動車整備科

### 兵庫県立
- 兵庫県立豊岡高等技術専門学院
豊岡市にある。兵庫県立但馬技術大学校に併設

- 兵庫県立姫路高等技術専門学院
姫路市にある。
- 兵庫県立神戸高等技術専門学院
神戸市西区。離転職者及び新規学卒者（高卒程度）対象のコースに、機械・電気系学科（1年制、機械加工技術コース、機械CADコース、電気制御コース）、印刷系学科（1年制、印刷加工コース、DTPコース）が、離転職者及び新規学卒者（中卒程度）対象のコースに、金属系学科（1年制、板金・溶接コース）、建築系学科（2年制、インテリアリフォームコース）が、離転職者対象のコースに、情報系学科（1年制、情報通信コース）が、あり、他に短期コース（6ヶ月、OA事務コース、介護サービスコース、福祉調理コース）がある。また、地域との連携を深めるため、「公開講座」や「ものづくり体験教室」、「見学会」等も実施、さらに外部への委託訓練として国家資格である介護福祉士の取得を目指すための介護福祉士養成科（2年コース）、短期間訓練ではホームヘルパー養成コースや医療事務コース、OA基礎、社会保険実務コースなどを開設している。